# Auguste Dorothea van Brunswijk-Wolfenbüttel
Auguste van Brunswijk-Wolfenbüttel, beter bekend als: Auguste Dorothea Herzogin zu Braunschweig-Wolfenbüttel (1666-1751), bracht in de eerste helft van de 18e eeuw een bijzondere collectie miniatuurinterieurs, kijkkasten en poppenhuizen bijeen. Deze miniaturencollectie, de poppenstad Mon Plaisir is van groot cultureel en historisch belang door de levensechte verbeelding van het dagelijks leven van adel, burgerij en boerenstand in die tijd.

## Levensloop

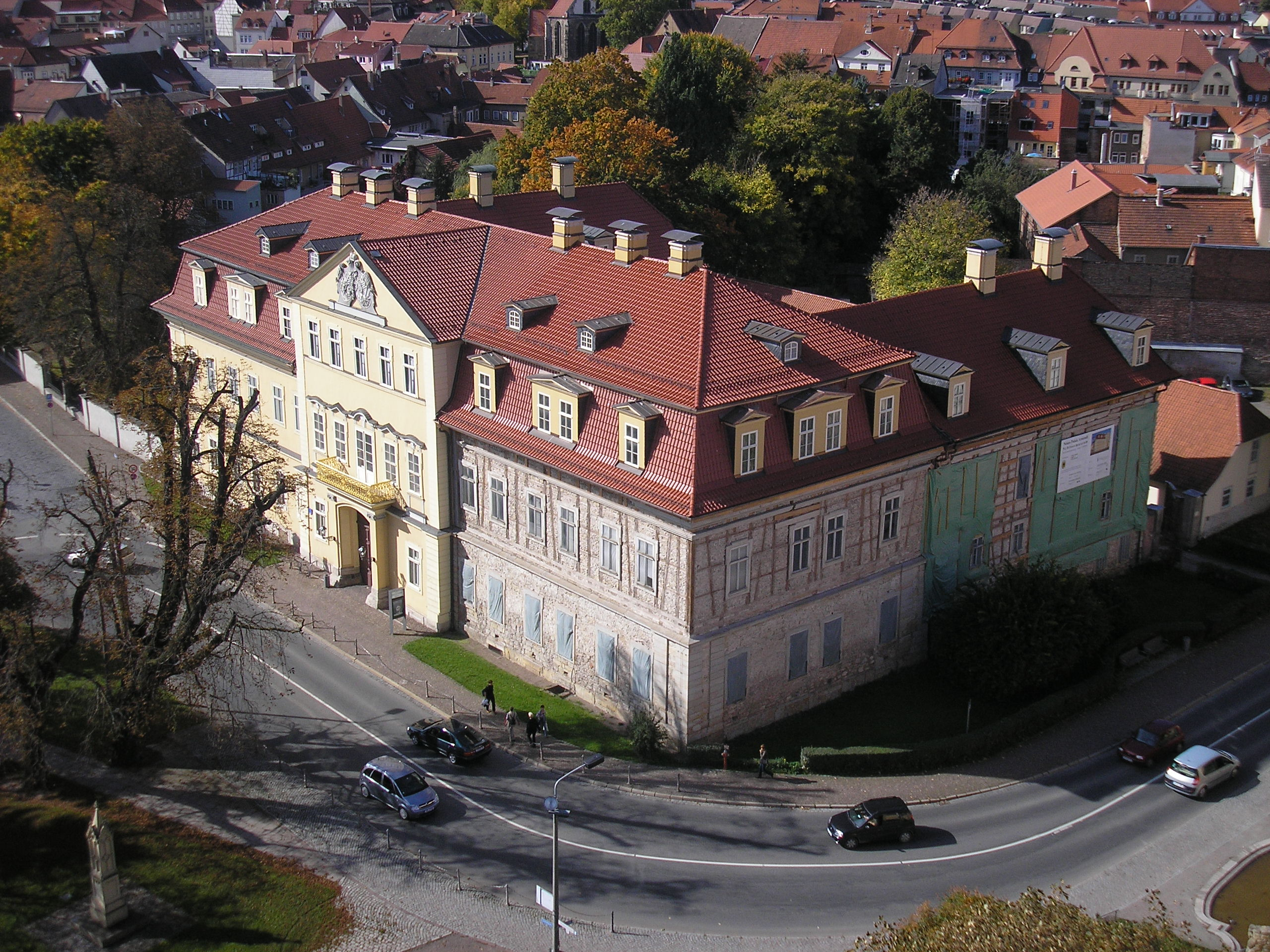
Das neue Palais

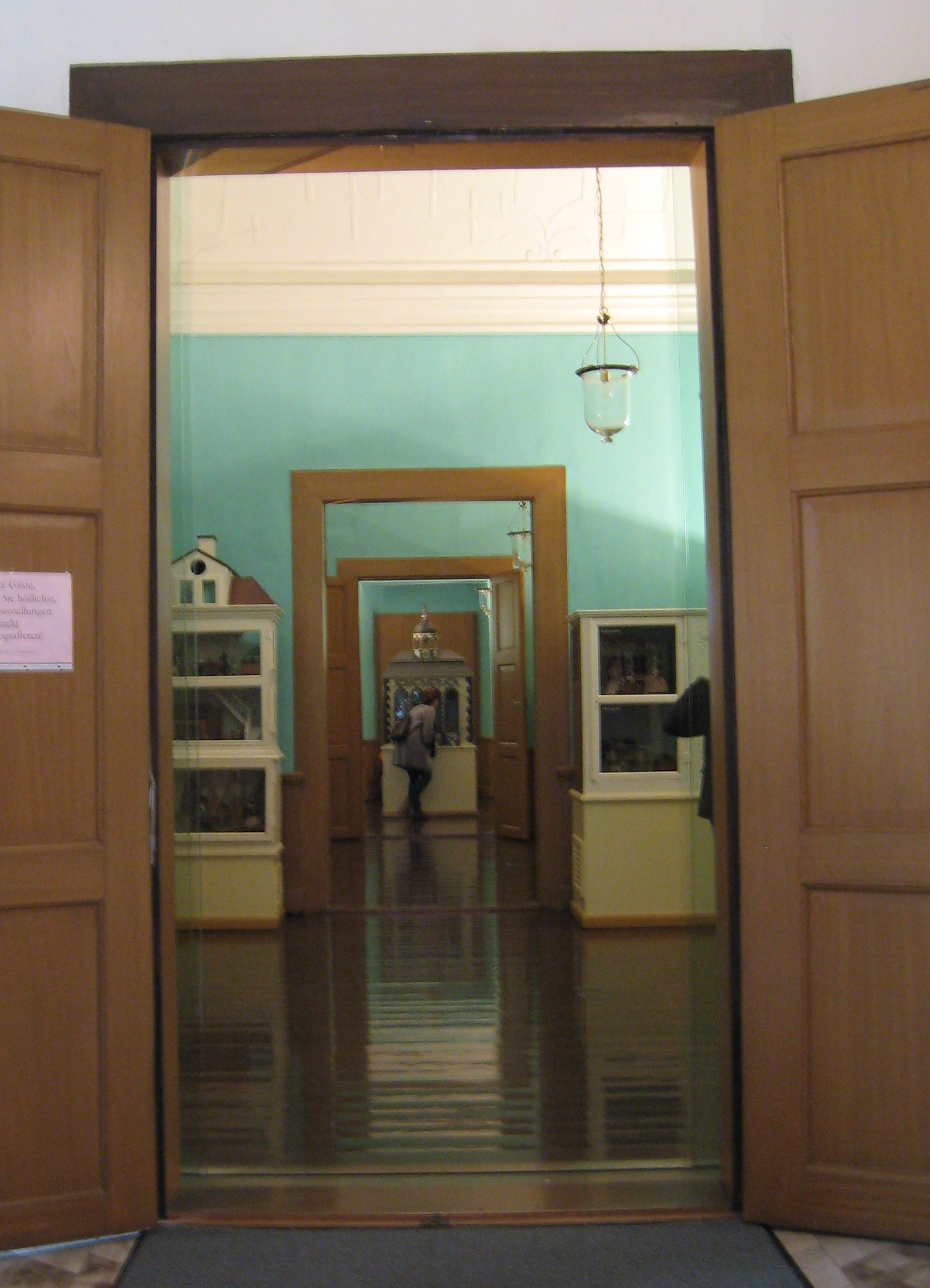
Toegang in het museum tot de collectie Mon Plaisir

Auguste Dorothea van Brunswijk-Wolfenbüttel was een dochter van hertog Anton Ulrich van Brunswijk-Wolfenbüttel (1633-1714) en Juliane van Holstein-Norburg. Ze kwam uit een gezin van dertien kinderen, van wie er zes op zeer jonge leeftijd overleden. Haar vader hertog Anton Ulrich was kunstverzamelaar, moeder Juliane maakte bijzonder handwerk en had een eigen kunstkamer met onder meer miniaturen.  
Auguste Dorothea trouwde op 7 augustus 1684 in Wolfenbüttel met graaf Anton Günther II van Schwarzburg-Sondershausen. Deze graaf werd in 1697 rijksvorst en resideerde in Arnstadt. Hij hield er een omvangrijke hofhouding op na, met een hofkapel en een hoftheater en stimuleerde wetenschap en kunsten. Tijdens zijn regering was Johann Sebastian Bach organist in Arnstadt (1703 - 1707). Het huwelijk tussen Auguste Dorothea en graaf Anton Günther II bleef kinderloos. 
In 1699 kreeg ze van haar echtgenoot een stuk grond in de omgeving van Arnstadt, waarop voor haar van 1700 tot 1710 de buitenplaats Augustenburg werd gebouwd, met een kerk, een theater, bijgebouwen en een fraaie tuin. Ze legde een grote verzameling aan: schilderijen, porselein, sieraden en andere kunstvoorwerpen. Toen graaf Anton Günther II in 1716 stierf, bracht zij haar tijd als weduwe (35 jaar) door op landgoed Augustenburg, samen met haar hofdames.   
Zij stelde daar een bijzondere collectie kijkkasten, interieurs en poppenhuizen samen, de poppenstad Mon Plaisir. Alles werd opgesteld in een zijvleugel van Augustenburg op de eerste verdieping, pal naast haar slaapkamer, maar wel toegankelijk voor publiek. Vanaf 1697 werkte de vorstin 50 jaar aan de poppenstad en investeerde daarin haar gehele vermogen. Na haar dood en de begrafenis in de kerk van het Ursulinenklooster te Erfurt liet zij een grote schuld na.

## Poppenstad Mon Plaisir
Veel verschillende ambachtslieden en twee poppenmakers werden ingeschakeld voor de vervaardiging. Auguste Dorothea werkte zelf, samen met haar hofdames en personeel, mee aan het kleden van de poppen, volgens de laatste mode. Veel van de poppen en keramische voorwerpen komen uit de porseleinwerkplaats in Dorotheental, die op wens van de vorstin in 1715 in de omgeving van Augustenburg was opgericht. 
De kleine stad in miniatuur werd levensecht verbeeld in 82 interieurs, met 391 poppen en ongeveer 2670 voorwerpen. Getoond werd in het klein het dagelijks leven aan het hof en in de stad ten tijde van de barok. Paleisruimtes  werden uitbundig ingericht met o.a. een porseleinkamer en een kraamkamer. De moederpop is gekleed in een japon van brokaat. De poppen er buiten stellen eenvoudige burgers voor, handwerkslieden, boeren, kooplui, kloosterlingen en potsenmakers, druk bezig in werkplaatsen en op de jaarmarkt.  

## Omzwervingen
Na de dood van de vorstin bleek Mon Plaisir onverkoopbaar en bleef bij de huurder van Augustenburg. Toen deze ook overleden was schonk men het geheel in 1765 aan het weeshuis van Arnstadt, als onderdeel van een rariteitenkabinet. Als lesmateriaal voor de weeskinderen deed de collectie, gecombineerd met het portret van vorstin Auguste Dorothea, nog lang dienst. Buitenstaanders konden zo nu en dan tegen betaling het geheel bezichtigen.
Na opheffen van het weeshuis in 1822 werd in het gebouw een dolhuis ondergebracht. Toen de belangstelling terugliep en de collectie door intensief gebruik, motten en gebrek aan onderhoud in erbarmelijke toestand was geraakt, haalde vorstin Marie von Schwarzburg-Sondershausen in 1881 Mon Plaisir weer terug naar het paleis. 
Van 1992 tot 1930 kon de collectie, ondergebracht in slot Gehren, niet bezichtigd worden en werden zelfs enige voorwerpen weggegeven of op de kunstmarkt aangeboden, maar vanaf 1932 werd Mon Plaisir bezit van de Museumstichting van Arnstadt. In 1940 ontmantelde men alles vanwege de Tweede Wereldoorlog en bracht een en ander tegelijk met de verdere inventaris van het paleis onder in de omringende dorpen. In 1946 werd op bevel van de Russische militaire administratie de hele collectie teruggebracht, vanaf 1954 is de bezichtiging van Mon Plaisir in het Schlossmuseum im Neuen Palais in Arnstadt tot op heden weer mogelijk.